# Kanbutsu-e

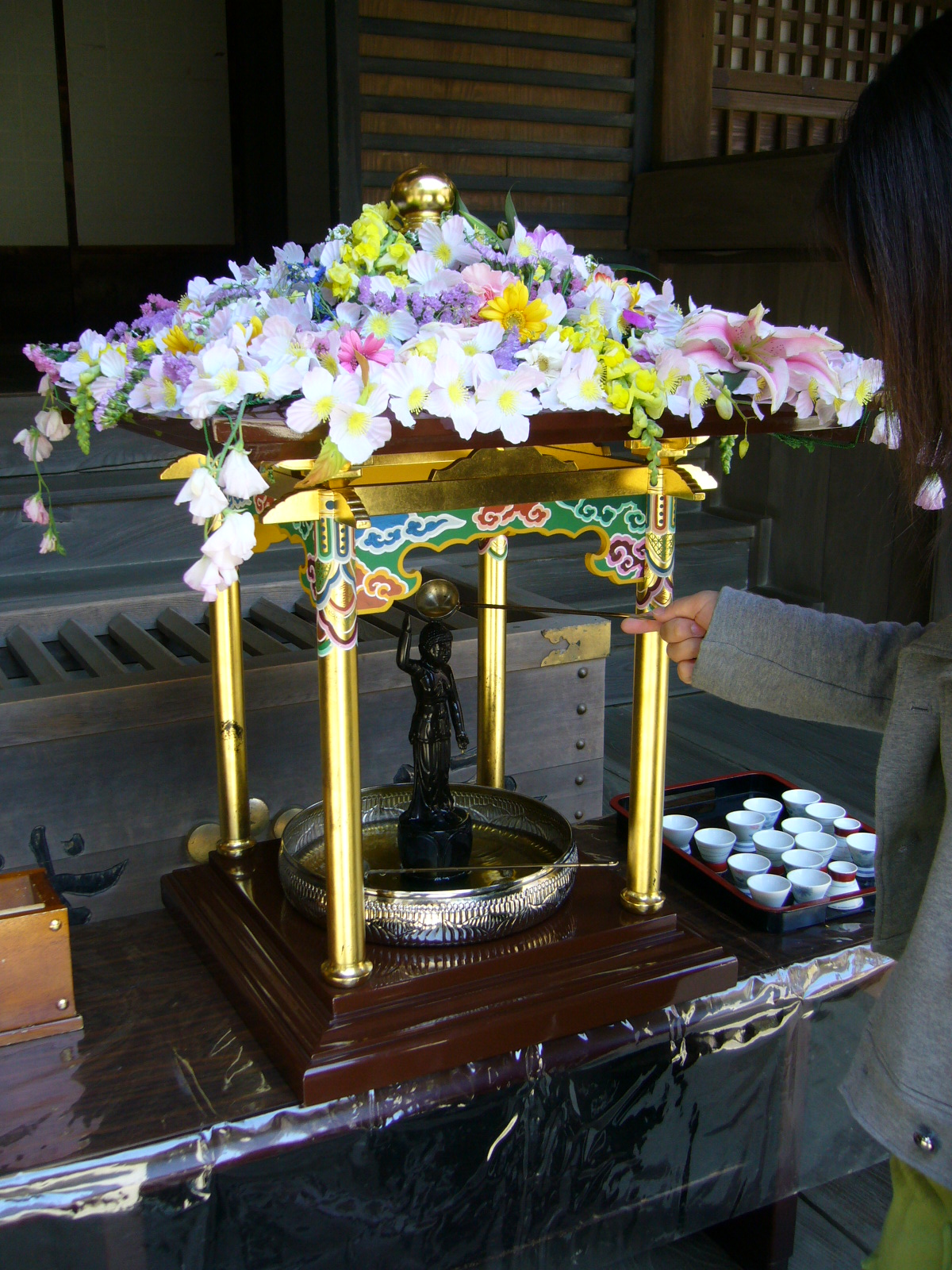
Hanamatsuri.

El Kanbutsu-e (灌仏会?) es una celebración budista que se realiza en Japón cada 8 de abril y marca el cumpleaños de Buda Gautama. 
A diferencia de los otros países de Asia Oriental, que celebran el cumpleaños según el calendario lunar, en Japón se observa con el calendario gregoriano.
En este día se realiza el festival de Hanamatsuri o "festival de las flores" (no se debe confundir con el Hinamatsuri o "festival de las niñas"). Los templos budistas son adornados con flores (hanamido), y adicionalmente se decoran con flores a una estatua del Buda naciente. Con esta estatua los fieles lo bañan con un té llamado amacha hecho de hortensias. La leyenda indica que cuando Buda nació llovió amacha. También el amacha se bebe, para alejar de los malos espíritus (Oni).
Adicionalmente en este día, las personas se visten con kimonos coloridos y se realizan actos de purificación.